# Cetichthys
Cetichthys är ett släkte av fiskar. Cetichthys ingår i familjen Cetomimidae.
Kladogram enligt Catalogue of Life:
| Cetichthys | \| \| Cetichthys indagator \| \| \| \| \| \| Cetichthys parini \| \| \| \| |
|            | \| \| Cetichthys indagator \| \| \| \| \| \| Cetichthys parini \| \| \| \| |
|            | Ataxolepis                                                                 |
|            |                                                                            |
|            | Cetomimoides                                                               |
|            |                                                                            |
|            | Cetomimus                                                                  |
|            |                                                                            |
|            | Cetostoma                                                                  |
|            |                                                                            |
|            | Danacetichthys                                                             |
|            |                                                                            |
|            | Ditropichthys                                                              |
|            |                                                                            |
|            | Eutaeniophorus                                                             |
|            |                                                                            |
|            | Gyrinomimus                                                                |
|            |                                                                            |
|            | Megalomycter                                                               |
|            |                                                                            |
|            | Mirapinna                                                                  |
|            |                                                                            |
|            | Notocetichthys                                                             |
|            |                                                                            |
|            | Parataeniophorus                                                           |
|            |                                                                            |
|            | Procetichthys                                                              |
|            |                                                                            |
|            | Rhamphocetichthys                                                          |
|            |                                                                            |
|            | Vitiaziella                                                                |
|            |                                                                            |
|            | Cetichthys indagator                                                       |
|            |                                                                            |
|            | Cetichthys parini                                                          |
|            |                                                                            |

|  | Cetichthys indagator |
|  |                      |
|  | Cetichthys parini    |
|  |                      |